# Estação San José de la Estrella
A Estação San José de la Estrella é uma das estações do Metrô de Santiago, situada em Santiago, entre a Estação Trinidad e a Estação Los Quillayes. Faz parte da Linha 4.
Foi inaugurada em 5 de novembro de 2009. Localiza-se no cruzamento da Avenida Vicuña Mackenna com a Avenida San José de la Estrella. Atende a comuna de La Florida.